# 1658 au théâtre
| Années du théâtre : 1655 - 1656 - 1657 - 1658 - 1659 - 1660 - 1661    |
| Décennies du théâtre : 1620 - 1630 - 1640 - 1650 - 1660 - 1670 - 1680 |

## Événements
- octobre : la troupe de Molière arrive à Paris avec le titre de "Troupe de Monsieur" (Philippe d'Orléans, frère de Louis XIV) ; le 24 octobre,  elle joue pour la première fois devant Louis XIV, la reine-mère Anne d'Autriche et toute la cour, dans la salle des gardes du palais du Louvre, et donne Nicomède, tragédie de Corneille, puis Le Docteur amoureux, une comédie de Molière qui n'a pas été conservée[1].
- automne : Corneille, qui a abandonné l'écriture dramatique depuis 1651 et l'échec de Pertharite, accepte la proposition du grand mécène de cette période, le surintendant Nicolas Fouquet, de faire sa rentrée au théâtre en consacrant une pièce à l'un des sujets les plus célèbres de la tradition tragique, l'histoire d'Œdipe ; sa tragédie Œdipe est créée le 24 janvier 1659[2].

## Pièces de théâtre représentées
- 24 octobre : Le Docteur amoureux, comédie de Molière, Paris, palais du Louvre.
- 3 novembre : L'Étourdi ou les Contretemps, comédie de Molière, Paris, Théâtre du Petit-Bourbon.
- décembre : Le Festin de Pierre, ou le fils criminel, tragi-comédie en vers de Dorimond, Lyon, devant les cours de France et de Savoie, par la troupe de Mademoiselle ; c'est la première adaptation française de la légende de Don Juan.

## Naissances
- 16 septembre : John Dennis, critique et dramaturge anglais, né à le 6 janvier 1734.
- Date précise non connue :
  - Elizabeth Barry, actrice anglaise, morte le 7 novembre 1713.
  - Paul Poisson, acteur français, mort le 28 décembre 1735.

## Décès
- 8 décembre : Gabriel Bocángel, dramaturge et poète espagnol, né le 24 mars 1603.
- 28 février ; Johann Lauremberg, polymathe allemand, auteur d'un drame en latin et de deux comédies en allemand, né le 26 février 1590.
- 6 octobre : Pierre Du Ryer, historiographe et dramaturge français, né en 1605.